# Морская звезда — новенький
«Морская звезда — новенький» (англ. New Student Starfish) — 53-я серия американского мультсериала «Губка Боб Квадратные Штаны». Данный эпизод был создан в 2002 году и показан 20 сентября 2002 года на телеканале «Nickelodeon» в США, а в России — 15 мая 2005 года.

## Сюжет
Утром Губка Боб собирается идти в школу вождения и направляется к двери, за которой он встречает Патрика. Патрик нетерпеливо спрашивает друга, могут ли они сходить поохотиться на медуз. Однако Боб говорит, что ему нужно идти в школу, попутно спрашивая, что Патрик обычно делает, когда его нет. Узнав, что Патрик лишь ждёт, когда он вернётся, Губка Боб чувствует жалость к Патрику и предлагает пойти с ним в школу. Они приходят в школу в 6:20 утра, несмотря на то, что уроки начинаются ровно в 9 часов. В это время Губка Боб проводит экскурсию по школе для Патрика, в ходе чего показывает шкафчики, питьевые фонтанчики, ступеньки. Они входят в класс, и Губка Боб показывает доску со звёздами. У Губки Боба, безусловно, самое большое количество звёзд среди учеников (74); Боб добавляет имя Патрика в таблицу, чтобы и он мог собирать звёзды. Затем он показывает Роджера — яйцо, находящееся за стеклом, которое согревает лампочка, висящая над ним.
Когда начинается урок, миссис Пафф видит Патрика и спрашивает, как его зовут. Он нервничает и отвечает «двадцать четыре», что очень веселит весь класс. Сидя за своими столами, Губка Боб и Патрик смеются друг над другом о том, что идёт после номера «двадцать четыре». Однако миссис Пафф делает предупреждение Патрику и Губке Бобу за то, что они говорили на уроке; Патрик рисует уродливую миссис Пафф, называя её «толстой и противной», и бросает рисунок на стол Губки Боба, который говорит, что такое нельзя рисовать. Миссис Пафф замечает рисунок и думает, что именно Боб нарисовал его — в качестве наказания она решает снять одну из его звёзд с доски, а затем просит Боба пересесть на самую дальнюю парту. Вскоре после этого Патрик пытается что-то сказать Губке Бобу, но тот его игнорирует, из-за чего Патрик начинает плеваться в Губку Боба жёваной бумагой. Губка Боб наконец спрашивает его, что он хочет ему сказать, и Патрик говорит: «Привет». Губка Боб в ярости кричит на него, а миссис Пафф сердито говорит Бобу, что сейчас подходящее время для перемены.
Во время перемены Губка Боб сталкивается с Патриком в коридоре, в ходе чего между ними возникает ссора по поводу произошедшего сегодня на уроке и они начинают «драться», за что миссис Пафф решает оставить их после уроков. Губка Боб и Патрик сидят в классе и говорят о том, как же сильно они ненавидят друг друга. Губка Боб говорит, что будет продолжать его ненавидеть, даже если лампочка над Роджером погаснет. Внезапно лампочка гаснет, и Роджер начинает мёрзнуть, что заставляет друзей помириться — Губка Боб согревает яйцо, а Патрик идёт на склад за новой лампочкой. Патрик находит гору лампочек, но думает, что единственная работающая лампочка — та, что наверху, и начинает подниматься на гору, чтобы взять её. Губка Боб и Патрик успешно заменяют лампочку и кладут Роджера обратно за стекло. Внезапно появляется миссис Пафф, которая наблюдала за всем происходящим через тайное окно в доске. Она решает наградить друзей золотой звездой за спасение Роджера, но в то же время задумается о том, как это поможет им при вождении. Затем Патрик уходит, осознав, что это была школа вождения катеров, а не «урок испанского». После того, как Патрик уходит, Роджер внезапно вылупляется из яйца, показывая, что он цыплёнок, который завершает серию фразой: «Эй, что я пропусти-ил?!»

## Роли
- Том Кенни — Губка Боб, Гэри, школьник
- Билл Фагербакки — Патрик Стар, Роджер
- Мэри Джо Кэтлетт — миссис Пафф

### Роли дублировали
- Сергей Балабанов — Губка Боб
- Юрий Маляров — Патрик
- Нина Тобилевич — миссис Пафф
- Юрий Меншагин — Роджер
- Алексей Власов — школьник

## Производство
Серия «Морская звезда — новенький» была написана Полом Тиббитом, Кентом Осборном и Марком О’Хэйром; Том Ясуми взял роль анимационного режиссёра, главными раскадровщиками серии были Карсон Куглер, Майк Рот, Уильям Рейсс и Хетер Мартинес. Впервые данная серия была показана 20 сентября 2002 года в США на телеканале «Nickelodeon».
Данная серия, как и большинство эпизодов «Губки Боба» на то время, была вдохновлена собственным опытом сценаристов из жизни. В данном случае некоторые моменты для этой серии были взяты из истории из жизни Кента Осборна. Сцена «драки» Губки Боба и Патрика была основана на реальной драке Кента, когда он учился в десятом классе. Кент вместе с Марком Хольстом, своим партнёром по игре в лякросс, были худшими игроками в команде, и другие игроки заставляли их драться в раздевалке. Осборн сказал: «Мы попытались ударить друг друга, но промахнулись, потом попытались схватить друг друга за голову, но это выглядело так, как будто мы обнимались; потом мы поскользнулись и упали; потом другие ребята перестали кричать и вышли на улицу». Изначально в серии, согласно раскадровке, после того как Патрик уходит в конце, Губка Боб должен был сказать миссис Пафф: «Можно мне взять его звезду?»
Серия «Морская звезда — новенький» была выпущена на DVD-диске «Sponge for Hire» 2 ноября 2004 года, который помимо серий содержит и раскадровки для четырёх серий «Губки Боба» (среди них «Морская звезда — новенький»). Она также вошла в состав DVD «SpongeBob SquarePants: The Complete 3rd Season», выпущенного 27 сентября 2005 года, и «SpongeBob SquarePants: The First 100 Episodes», выпущенного 22 сентября 2009 года и состоящего из всех эпизодов с первого по пятый сезоны мультсериала.

## Отзывы критиков
Серия «Морская звезда — новенький» получила в целом положительные отзывы от поклонников мультсериала и критиков. На сайте «IMDb» серия имеет оценку 8,8/10. Серия «Морская звезда — новенький» заняла 55-е место в списке лучших серий мультсериала в рамках мероприятия «The Best Day Ever Marathon», проведённого в 2006 году. Дэвид Райан из «DVD Verdict» похвалил данную серию, в частности такие моменты, как экскурсия по школе, плевки Патрика в Боба и «драка» героев. Райан также назвал раскадровку «приятной».
Данная серия вместе с серией «Моллюски» были номинированы на Прайм-таймовую премию «Эмми» 2003 года в рамках «Выдающейся анимационной программы».